# Las Cañas (ort i Argentina, Catamarca)
Las Cañas är en ort i Argentina.   Den ligger i provinsen Catamarca, i den norra delen av landet, 1 000 km nordväst om huvudstaden Buenos Aires. Las Cañas ligger 550 meter över havet och antalet invånare är 202.
Terrängen runt Las Cañas är huvudsakligen platt, men västerut är den kuperad. Runt Las Cañas är det mycket glesbefolkat, med 7 invånare per kvadratkilometer.. Närmaste större samhälle är Lavalle, 10,5 km öster om Las Cañas.
I omgivningarna runt Las Cañas växer i huvudsak lövfällande lövskog.